# Filarete (patriarca di Mosca)
Fëdor Nikitič Romanov, in religione Filarete (Regno russo, 1553 circa – Mosca, 1º ottobre 1633), è stato un monaco cristiano russo, che dopo l'ascesa al trono di suo figlio Michele fu de facto sovrano di Russia.
Figlio di Nikita Romanovič Zacharyin-Juriev, figlio a sua volta di Roman Jurievič (m. 1543), capostipite dei Romanov, fu tutore dello Zar Fëdor Ivanovic (figlio della sorella Anastasia, prima moglie di Ivan IV di Russia il Terribile).
Alla morte dello zar, senza figli, fu il principale candidato al trono, ma permise l'elezione di Boris Godunov (1598-1605) fratello di Irene, moglie dello zar, costruendo la sciagura della propria famiglia divenuta troppo potente: tre anni dopo Boris costrinse lui e sua moglie Ksenija Ivanovna Šestova, a prendere i voti e a ritirarsi in monastero, coi nomi rispettivamente di Filarete e Marta. Filarete fu costretto alla più rigorosa relegazione nel monastero di Antoniev della Russia settentrionale, dove subì ogni oltraggio ed ogni angheria, fino a quando il Falso Dimitri I di Russia rovesciò i Godunov, lo liberò e lo fece metropolita di Rostov (1605).
Nel 1609 si ritrovò alle dipendenze del Falso Dimitri II di Russia, che lo proclamò Patriarca di tutta la Russia, benché la sua autorità fosse estesa soltanto nelle terre che riconoscevano l'impostore. Ambasciatore presso il campo polacco, dal 1610 al 1618 fu prigioniero nelle mani del re polacco Sigismondo III Vasa, che egli rifiutò di riconoscere come sovrano di Russia: fu liberato alla conclusione della Pace di Deulino (13 febbraio 1619) ed il 2 giugno dello stesso anno divenne il patriarca canonicamente intronizzato.
D'ora in poi, fino alla sua morte, il governo sulle terre della Moscovia fu de facto una diarchia: dal 1619 al 1633 ci furono due co-regnanti, lo zar Michele e suo padre, il patriarca Filarete, che frequentemente trattava gli affari di stato senza consultare il figlio. Rimpinguò le casse del tesoro con un sistema più equo e più razionale di valutazione e di raccolta delle tasse; la sua misura politica più importante fu il legare la classe contadina al terreno, una misura diretta contro l'espansione sempre maggiore dei servi della gleba verso le steppe, dove non avrebbero dovuto pagare le tasse. Lo zelo di Filarete in campo religioso a volte lo condusse ad eccessi ma comunque incoraggiò la pubblicazione di scritti teologici, formò il nucleo della poi famosa Biblioteca Patriarcale ed ordinò che ogni arcivescovo dovesse organizzare un seminario per il clero, egli stesso dando l'esempio. Un altro grande servizio reso da Filarete al suo paese fu la riorganizzazione dell'esercito con l'aiuto di ufficiali stranieri.
La sua morte nell'ottobre 1633 pose termine alla guerra Russo-polacca (1632-33), facendo venire meno il più forte sostegno di un debole zar, che pure aveva sopportato con tutta la sua autorità.
Da sua moglie ebbe:
- Boris (? - 30 novembre 1592)
- Nikita (? - 9 dicembre 1593)
- Lev (? - 1º ottobre 1597)
- Tatiana (? - 14 novembre 1611), sposa del Principe Ivan Michailovich Katyrev-Rostovski (d. 1640)
- Michail Feodorovich Romanov
- Ivan (? 17 giugno 1599)